# ジュリアーノ・ブジャルディーニ
ジュリアーノ・ブジャルディーニ（Giuliano Bugiardini、1475年1月29日 - 1555年2月17日）はイタリアの画家である。

## 略歴
フィレンツェに生まれた。メディチ家当主でフィレンツェの支配者、ロレンツォ・デ・メディチが自らの庭園の跡地に邸に開いた美術学校（Accademia dei Giardini Medicei di San Marco ）に入学を許された。当時のフィレンツェの人気画家、ドメニコ・ギルランダイオやピエロ・ディ・コジモから学び、同世代でギルランダイオの有望な弟子であったミケランジェロと知り合い、ミケランジェロの追随者になった。
1503年に画家のサンルカ組合(Compagnia di San Luca)に入会し、マリオット・アルベルティネッリやフラ・バルトロメオなどと働いた。
ミケランジェロとはミケランジェロが1508年からローマのシスティーナ礼拝堂の天井画の制作をしたときに助手になることを求められ、ブジャルディーニが描いたフィレンツェのサンタ・マリア・ノヴェッラ教会の壁画、『聖カタリナの殉教』(Martirio di Santa Caterina d'Alessandria)はミケランジェロの下絵に基づいて描かれた。

## 作品

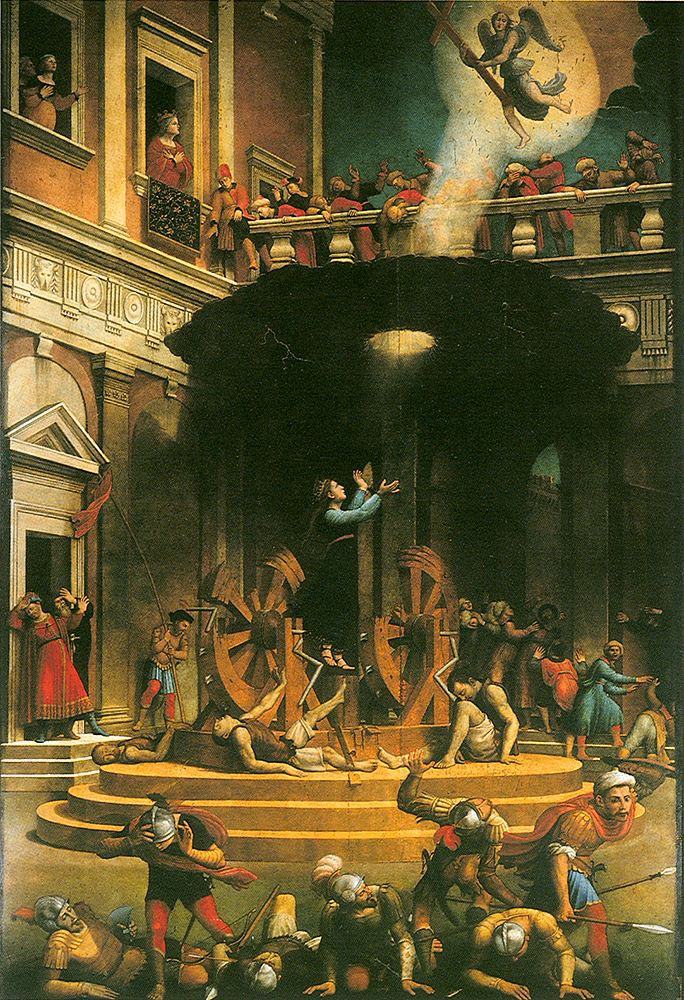
『聖カタリナの殉教』(1530-1540)
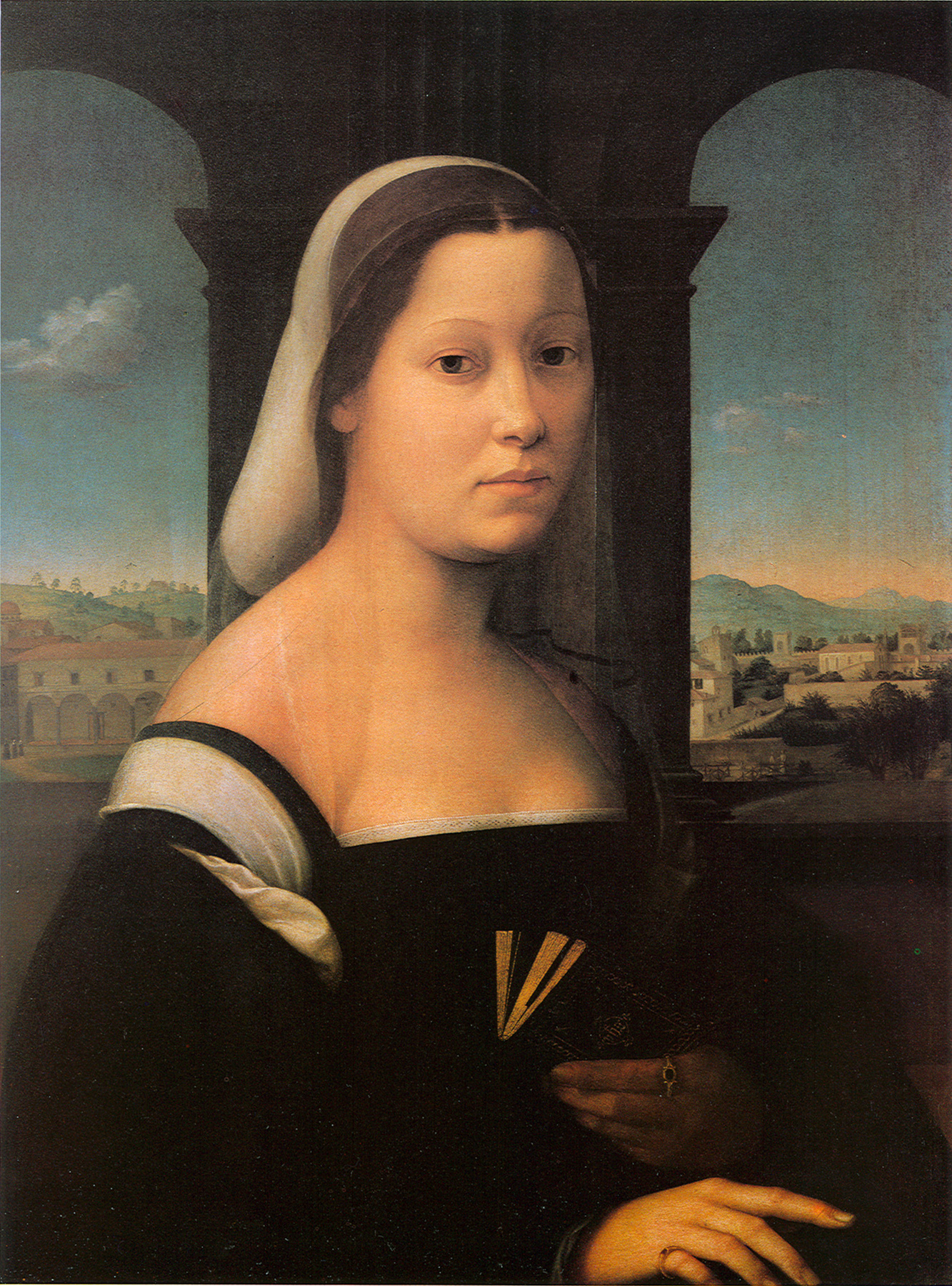
「婦人像」(c.1506-1510)
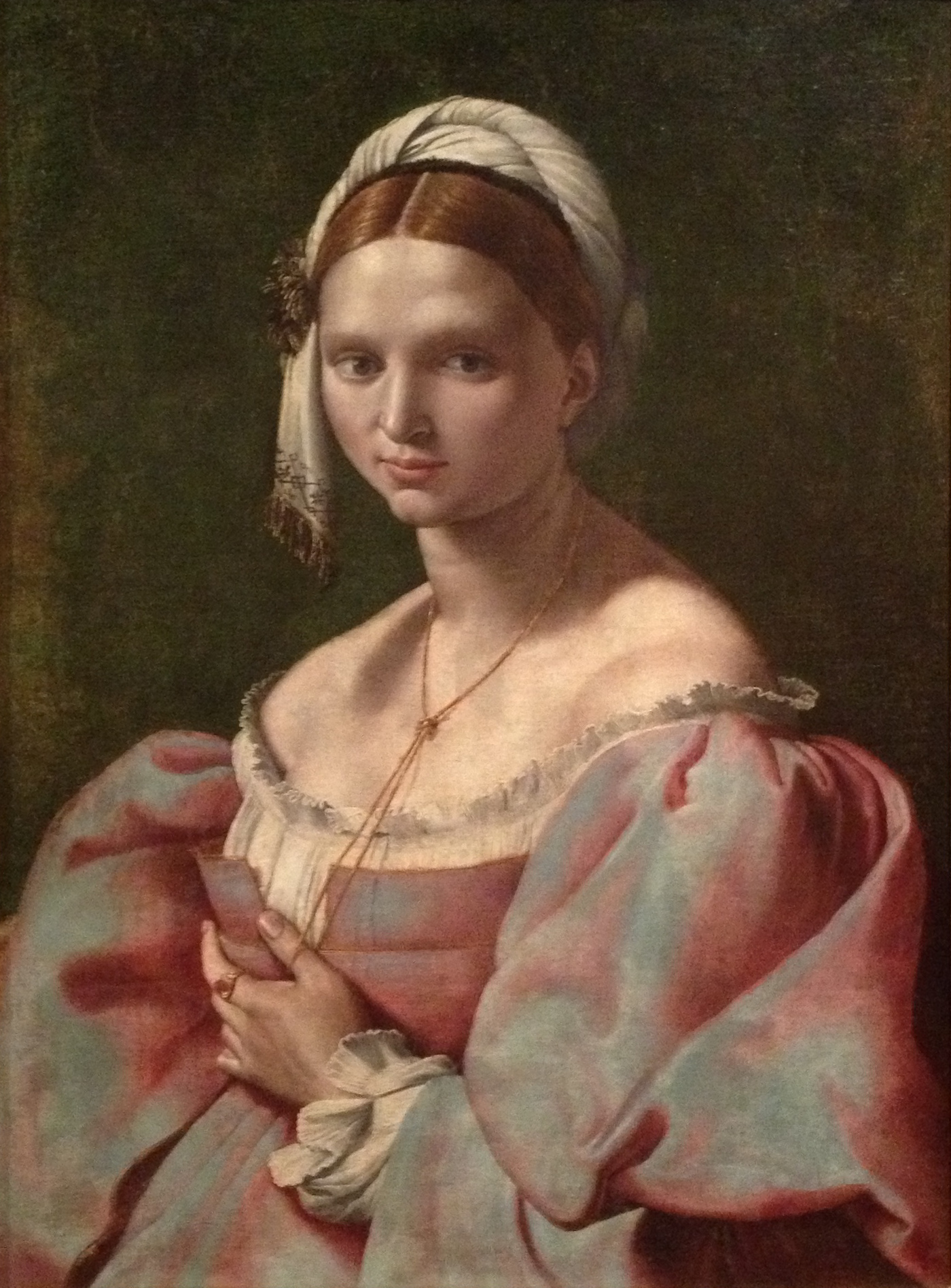
若い女性の肖像
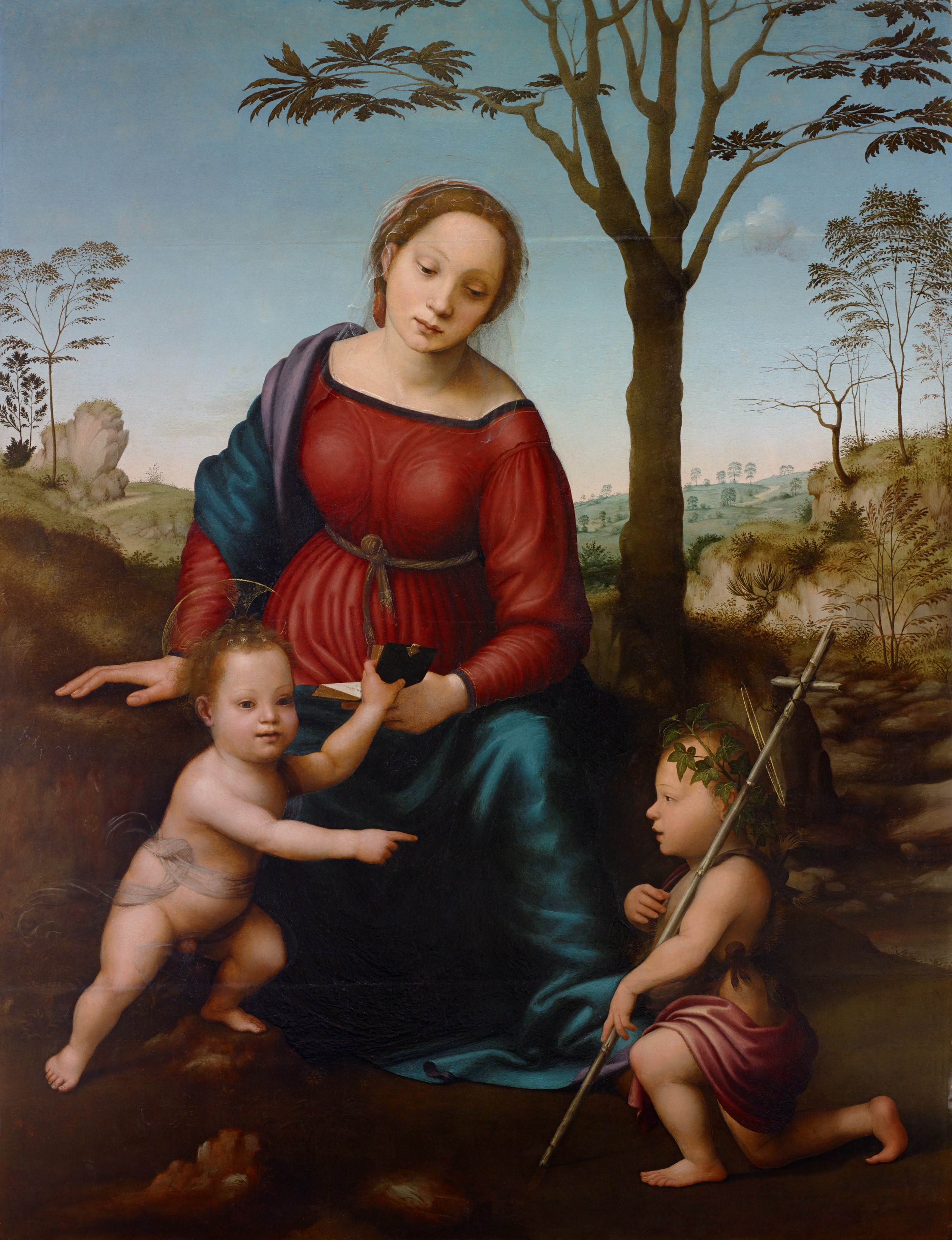